# Grójec
Grójec är en stad i Masoviens vojvodskap i Polen. Staden har en yta på 8,57 km2, och den hade 16 534 invånare år 2014.

## Kända personer från Grójec
- Piotr Skarga (1536–1612), präst